# Johann Heinrich Jakob Schloifer

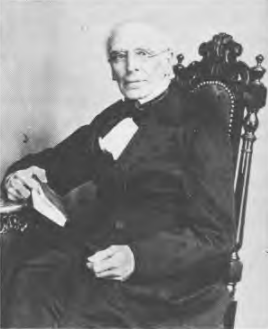
Johann Heinrich Jakob Schloifer

Johann Heinrich Jakob Schloifer (* 17. November 1790 in Oldenburg; † 2. Dezember 1867 ebenda) war ein deutscher Richter und als Verwaltungsjurist Ministerpräsident des Großherzogtums Oldenburg.

## Leben
Schloifer war einer der Söhne des oldenburgischen Kammerherrn Friedrich Johann Adolph Schloifer (1749–1807). Sein Großvater war der Kanzleiassessor und Archivar Johann Heinrich Schloifer (1720–1783). Er studierte von 1807 bis 1810 Rechtswissenschaften an der Universität Heidelberg und wurde dort Mitglied des Corps Hannovera. Schloifer musste Heidelberg im Spätsommer 1810 nach Tumulten im Heidelberger Senioren-Convent verlassen. Am 9. Oktober 1810 notierte Carl Maria von Weber in einem Brief an Johann Gänsbacher: 

„Unser schöner Heidelberger Zirkel ist ganz zerstört, die Meisten weggereißt und concilirt, Schleifer [Schloifer], Lowzow, die beyden Starkloff, worunter der Schreyer und noch ein paar, deren Nahmen mir nicht einfallen, haben Heidelberg verlaßen.“

 und dokumentiert damit Relegation und Abgang Schloifers aus Heidelberg. Nach der Promotion zum Dr. iur. 1811 wurde er (während der Franzosenzeit) Mitarbeiter beim Tribunal in Oldenburg, 1814 Sekretär der oldenburgischen Justizkanzlei, 1816 dann Gerichtsassessor beim Landgericht (Drosteigericht) in Neuenburg, 1821 Kanzleiassessor und 1827 schließlich Kanzleirat. 1829 wurde er Landvogt in Jever, 1839 dann Geheimer Hofrat in Oldenburg.
Im Zuge der Revolution von 1848 wurde er am 17. Mai 1847 Vorsitzender der Verfassungskommission, die seitens des Großherzogs den Auftrag hatte, einen gemäßigten Neuentwurf einer Verfassung für das Großherzogtum Oldenburg vorzulegen.
Aus dieser Stellung heraus wurde er am 1. August 1848 unter Großherzog Paul Friedrich August von Oldenburg erster konstitutioneller Ministerpräsident des Großherzogtums Oldenburg. Seine Märzregierung musste aber bereits am 13. August 1849 wieder abtreten. Der Grund hierfür waren Uneinigkeiten zwischen Parlament und Souverän über das politische Verhältnis Oldenburgs zu Preußen, konkret zum Beitritt zum Dreikönigsbündnis (später Erfurter Union). Nachfolger als Ministerpräsident wurde Dietrich Christian von Buttel.
1850 war Schloifer als Vertreter des Großherzogtums Oldenburg Mitglied des Staatenhauses des Erfurter Unionsparlaments. Von 1851 bis 1852 gehörte er dem Landtag des Großherzogtums Oldenburg an, der sich mit der konservativen Revision der oldenburgischen Verfassung befasste. 1852 trat er von seinen politischen Ämtern zurück.
Nach seinem Rücktritt versah Schloifer zunächst wieder seinen alten Posten als Kanzleidirektor und trat dann 1854 als Direktor an die Spitze des Evangelischen Oberschulkollegiums der Großherzogtums.
1856 wurde Schloifer dann Präsident des Obergerichts in Oldenburg und 1858 Präsident des Appellationsgerichts. Am 7. Juli 1865 trat er in den Ruhestand.
Von 1839 bis 1845 war Schloifer Mitglied des Literarisch-geselligen Vereins und gehörte seit 1840 auch der Literarischen Gesellschaft Oldenburgs von 1779 an.

## Familie
Schloifer heiratete  Helene Dorothee Detlevine geb. Hendorff (früher Greif) (1801–1873). Seine Ehefrau war die Tochter des Kammersekretärs Hans Georg Wilhelm Ernst Hendorff (früher Greif) und der Anna Elisabeth geb. Dugend.

## Auszeichnungen
- Verleihung des Titels Exzellenz, 1863
- Oldenburgischer Haus- und Verdienstorden des Herzogs Peter Friedrich Ludwig

* Kleinkreuz, 1842
* Komtur, 1842
* Kapitularkomtur, 1856
* Großkomtur, 1859
* Kapitular-Großkomtur, 1860
- Königlicher Kronen-Orden (Preußen) 2. Klasse mit dem Stern, 1863